# Acatzácatl
Acatzácatl är en ort i Mexiko.   Den ligger i kommunen Zozocolco de Hidalgo och delstaten Veracruz, i den sydöstra delen av landet, 180 km öster om huvudstaden Mexico City. Acatzácatl ligger 528 meter över havet och antalet invånare är 702.
Terrängen runt Acatzácatl är kuperad. Runt Acatzácatl är det ganska tätbefolkat, med 207 invånare per kvadratkilometer. Närmaste större samhälle är Olintla, 10,4 km väster om Acatzácatl. I omgivningarna runt Acatzácatl växer i huvudsak städsegrön lövskog.